# Ethel Lackie
Ethel Minnie Lackie, född 10 februari 1907 i Chicago, död 15 december 1979 i Newbury Park, var en amerikansk simmare.
Lackie blev olympisk guldmedaljör på 100 meter frisim vid sommarspelen 1924 i Paris.